# Irene Garrido Valenzuela
Irene Garrido Valenzuela, née le 29 mars 1960, est une femme politique espagnole membre du Parti populaire (PP).
Elle est députée de Pontevedra du 30 novembre 2011 au 18 novembre 2016 ; date à laquelle elle est nommée secrétaire d'État à l'Économie et au Soutien aux entreprises..

## Biographie
Elle est mariée et mère de deux enfants.

### Profession
Elle est docteure en sciences économiques et entrepreneuriales par l'Université de Saint-Jacques-de-Compostelle.

### Carrière politique
Le 20 novembre 2011, elle est élue députée pour Pontevedra au Congrès des députés et réélue en 2015 et 2016.